# Alberto de la Bella
Alberto de la Bella (Santa Coloma, 2 de dezembro de 1985) é um futebolista profissional espanhol, defensor, milita no Las Palmas.

## Carreira
De la Bella começou a carreira no Gramenet.

## Títulos
Olympiakos
- Superliga Grega: 2016-17